# بابلو إلفيرا
بابلو إلفيرا (بالإنجليزية: Pablo Elvira)‏ هو مغني ومغني أوبرا أمريكي، ولد في 24 سبتمبر 1937، وتوفي في 5 فبراير 2000.

## وصلات خارجية
- بابلو إلفيرا على موقع ميوزك برينز (الإنجليزية)
- بابلو إلفيرا على موقع أول ميوزيك (الإنجليزية)
- بابلو إلفيرا على موقع ديسكوغز (الإنجليزية)